# Valentín Serov
Valentin Aleksandrovic Serov (en rus, Валенти́н Алекса́ндрович Серо́в; Peterburg, 19 de gener de 1865 - Moscou, 5 de desembre de 1911) va ser un pintor rus i un dels millors retratistes de la seva època. És considerat fundador del realisme rus modern.

## Vida i treball

### Joventut i educació
Serov va néixer a Sant Petersburg, fill del compositor rus Aleksandr Serov i de la seva dona Valentina Bergman, compositora d'arrels germano-jueves i angleses. Durant la seva infància va estudiar a París i Moscou amb Iliá Repin i a l'Acadèmia Imperial de les Arts de Sant Petersburg (1880-1885) amb Pável Chistiakov. La primerenca creativitat de Serov es va enfosquir pel realisme artístic de Repin i l'estricte sistema pedagògic de Chistiakov. Les següents influències que Serov rebria van ser de les obres dels antics mestres que va veure en els museus de Rússia i de Europa de l'Est, les amistats amb Mijaíl Vrúbel i (més tard) amb Konstantín Korovin i la creativa atmosfera de la Colònia de Abràmtsevo, a la qual estava molt unit.

### Primeres obres
Les millors obres de Serov en el seu primer període van ser retrats: Nena amb préssecs (1887) i La noia il·luminada pel Sol (1888), ambdues a la galeria Tretiakov. En aquestes pintures Serov es concentra en l'espontània percepció del model i de la naturalesa. En el desenvolupament de la llum i del color, la complexa harmonia dels reflexos, el sentit de la saturació de l'atmosfera, i la fresca i pintoresca percepció del món, són característiques de l'impressionisme rus.

### Època de retrats i d'èxit
A partir de 1890 el retrat es convertiria en el gènere per excel·lència de Serov. Va ser en aquest camp que el seu estil es va tornar aviat més clar, sent les pintures notables per les característiques psicològiques dels seus temes. Els models preferits de Serov eren actors, artistes i escriptors (Konstantín Korovin, 1891, Isaak Levitán, 1893, Nikolái Leskov, 1894, Nikolái Rimski-Kórsakov, 1898 -tots a la galeria Tretiakov).
Inicialment es va abstenir de l'estil policromàtic i brillant de la dècada de 1880, preferint emprar l'escala de grisos o els tons marrons. De vegades en els seus esborranys d'un retrat apareixien característiques impressionistes, potser per capturar el sentit d'un moviment espontani. Com en les obres dels seus contemporanis John Singer Sargent i Anders Zorn, l'impressionisme no era doctrinari però derivava tant de l'estudi de Hals i Velázquez com de la teoria moderna. Comptant amb una gran popularitat, l'any 1894 Serov es va unir amb els Peredvízhniki (Els Itinerants) i va prendre part d'importants comissions, d'entre les quals va pintar retrats del gran duc Pável Aleksándrovich (1897, galeria Tretiakov), S. M. Botkin (1899) i F.F. Yusúpova (1903), tots dos al Museu Rus de Sant Petersburg.
En aquestes execucions veritablement pintoresques i de composició hàbil, Serov va emprar un dibuix lineal i rítmic consistent, junt amb combinacions de color decoratives.

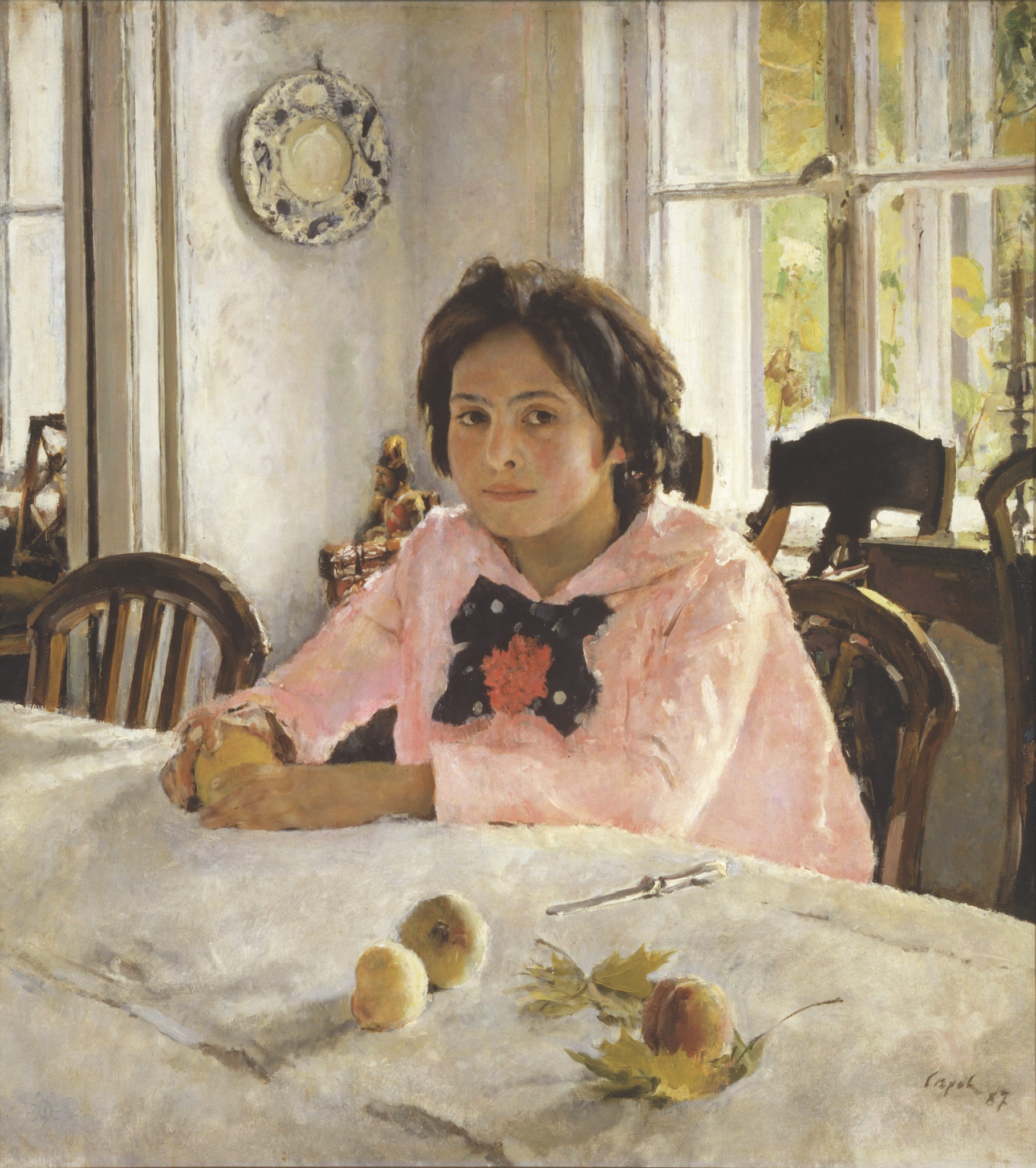
Nena amb préssecs (1887) és considerat generalment el punt de partida de l'Impressionisme rus.

Al mateix temps, va desenvolupar una altra direcció clarament contrastada: amb freqüència pintava retrats de càmera sincers i íntims, la majoria d'ells de nens i de dones. En els retrats de nens, Seróv va aspirar a capturar la postura i els gestos, revelar i emfatitzar l'espontaneïtat dels moviments, i va saber expressar una netedat i claredat en l'actitud del nen (Nens, 1899, Museu Rus; Mika Morózov, 1901, Galeria Tretiakov).
Serov freqüentment usava tècniques gràfiques diferents - aquarel·les, pastissos, litografies i algunes més. En els seus retrats, les formes cada vegada van esdevenir cada vegada més refinades i econòmiques, especialment durant el període tardà (Vasili Kachálov, 1908, Tamara Karsávina, 1909; nombroses figures de les rondalles d'Iván Krylov, 1895-1911). De 1890 a 1900 Serov va produir alguns paisatges de temes campestres, en els quals la direcció artística va prendre un gir romàntic.

### Últimes obres
Durant el seu últim període, que comença l'any 1900, Serov va ser membre del Mir iskusstva (el món de l'art), una influent associació d'art i revista russa que va sorgir, en part, a causa de la insatisfacció amb el moviment d'Els Itinerants. Al començament de segle Serov estava en un punt de canvi estilístic: les característiques impressionistes de les seves obres havien desaparegut i el seu estil modernista era més desenvolupat però la comprensió realista de la naturalesa dels seus retrats va romandre constant en ell. A principis de 1900 Serov va crear retrats basats en imatges d'herois. Dins del gènere del retrat de moda, Serov es va centrar en la representació dramàtica de creatius artistes, escriptors, actors i músics d'importància: els retrats de Maxim Gorki (1904), A. M. Museu de Gorki, Moscou; María Yermólova (1905), Fiódor Chaliapin (carbonet, 1905) - tots dos a la galeria Tretiakov.
Les creences democràtiques de Serov es van mostrar clarament durant la Revolució de 1905 a 1907, quan va representar un gran nombre de figures satíriques sobre els castigadors. Membre de l'Acadèmia Imperial de les Arts de Sant Petersburg des de 1903, l'any 1905 va abandonar l'organització com a gest de protesta contra l'execució de treballadors en vaga i les seves famílies el 9 de gener, episodi conegut com a "Diumenge Sagnant". La seva creativitat va trobar expressivitat en la pintura històrica (Peter II departure and Empress Elizabeth Petrovna on hunting, 1900, Museu Rus) i la profunda comprensió de la pervivència històrica d'una època (Pedro I, 1907, galeria Tretiakov).
Els últims anys de la vida de Serov van estar marcats pels treballs en temes de la mitologia clàssica. Mentre pintava imatges de les antigues tradicions, Serov dotava les matèries dels subjectes clàssics amb la seva pròpia interpretació personal. Valentín Serov va morir a Moscou el 5 de desembre de 1911.

## Llegat
Les obres més destacades de Serov es troben entre les millors de l'art realista rus. Va impartir classes a l'Escola de Pintura, Escultura i Arquitectura de Moscou de 1897 a 1909) i entre els seus alumnes hi ha Pável Kuznetsov, N.N. Sapunov, Martirós Saryán, Kuzmá Petrov-Vodkin, N.P. Ulyánov i Konstantín Yuón.

## Algunes obres

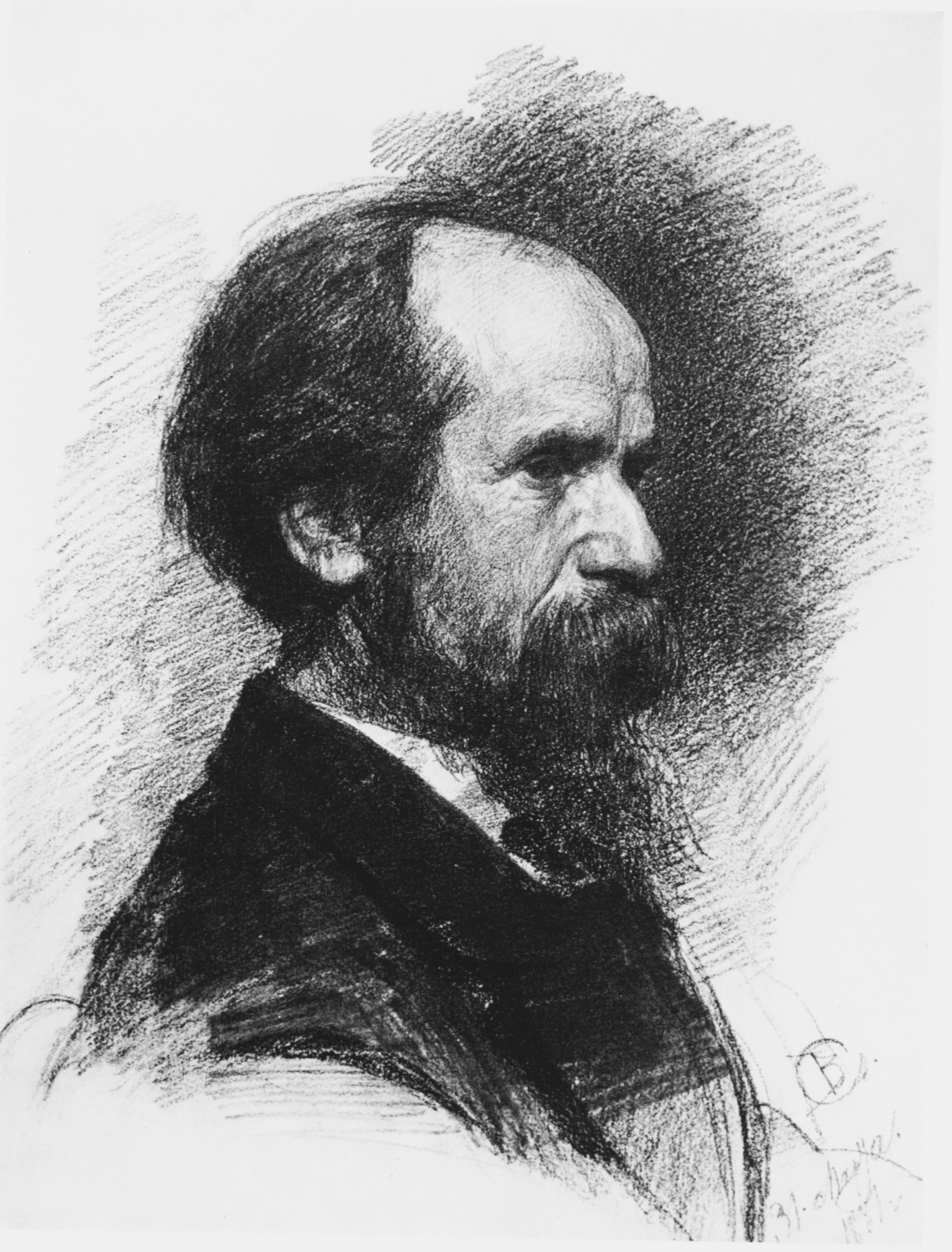
Pável Chistiakov, 1881
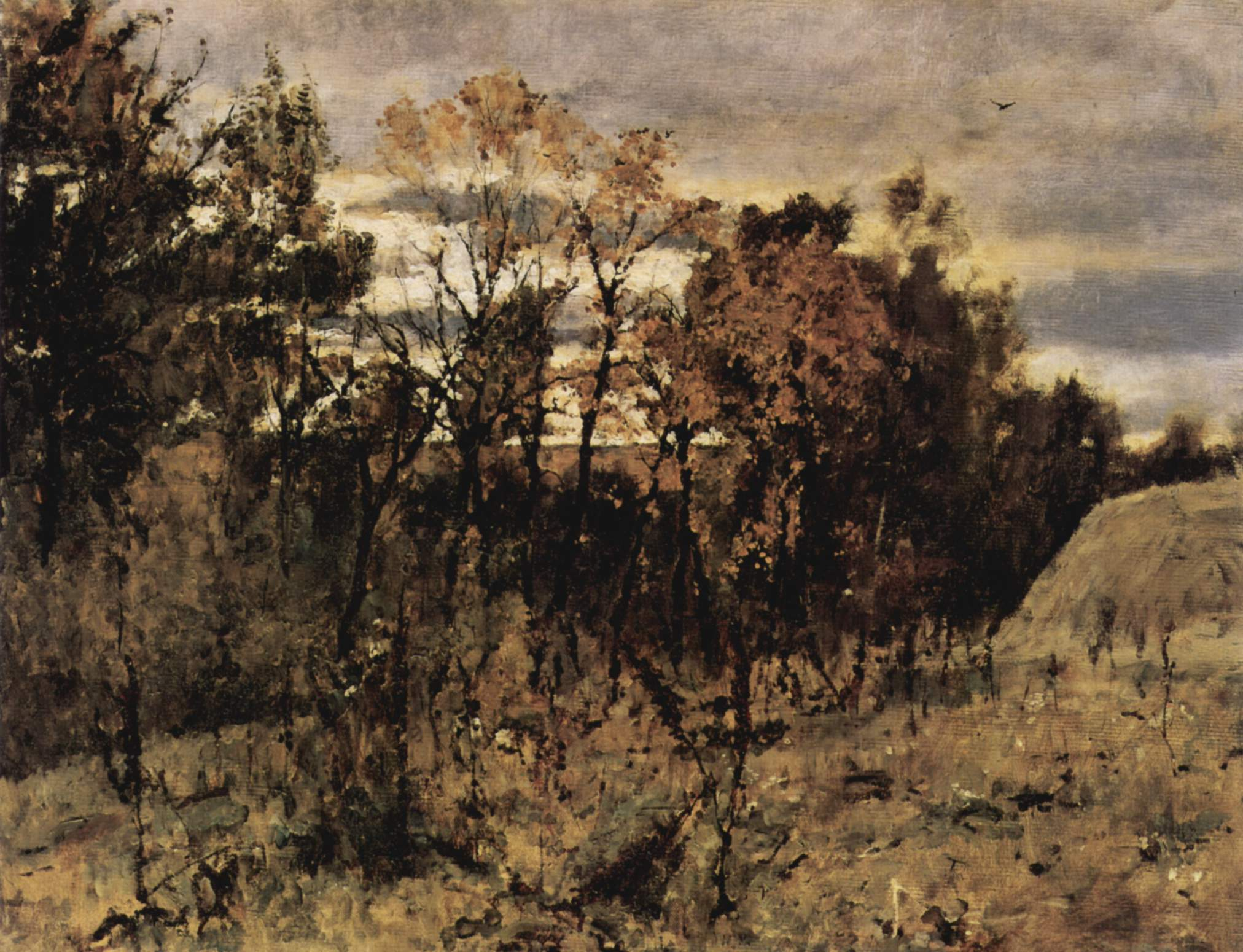
Domotkánovo, 1886
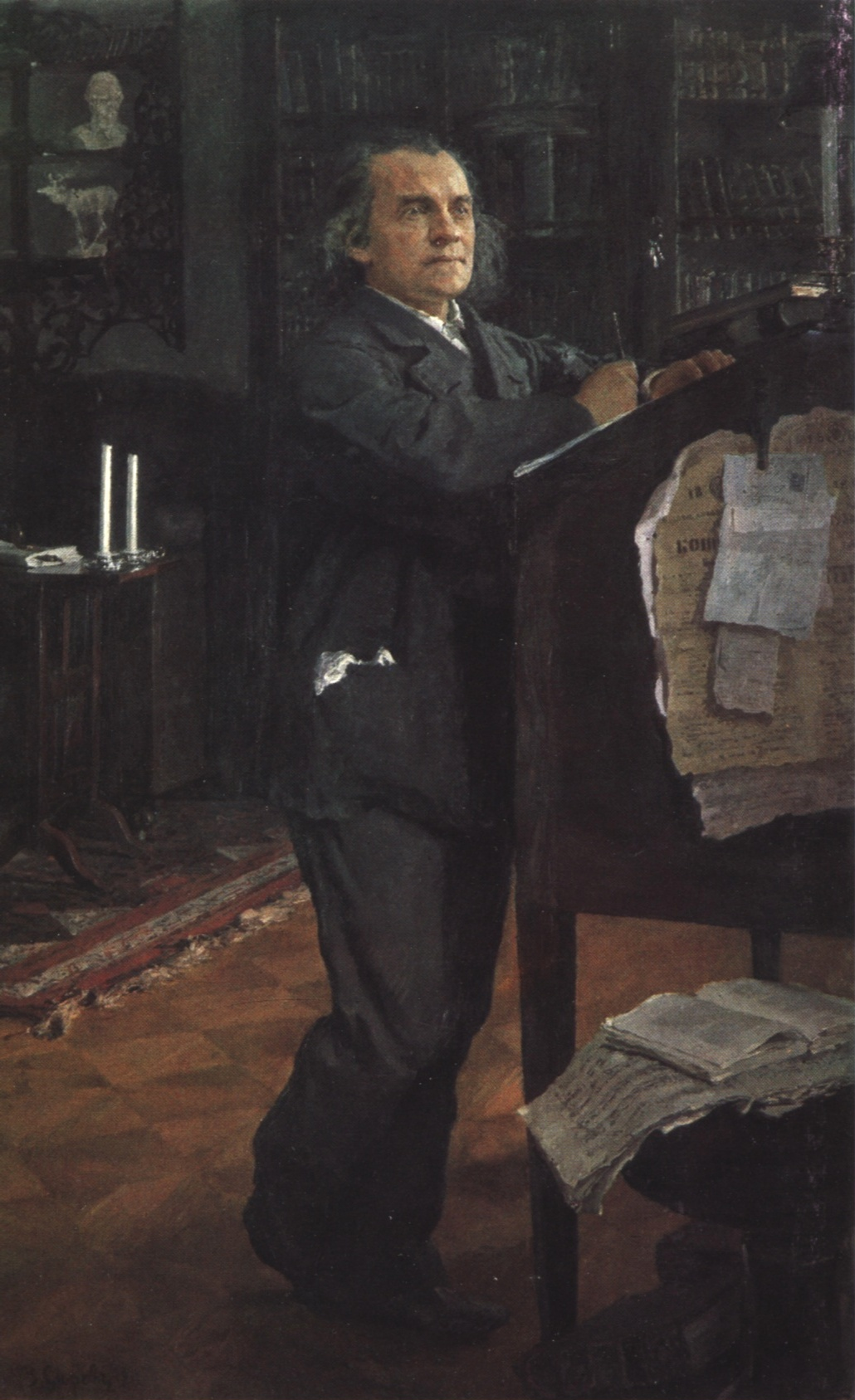
Compositor Aleksandr Serov (pare), 1887-1888
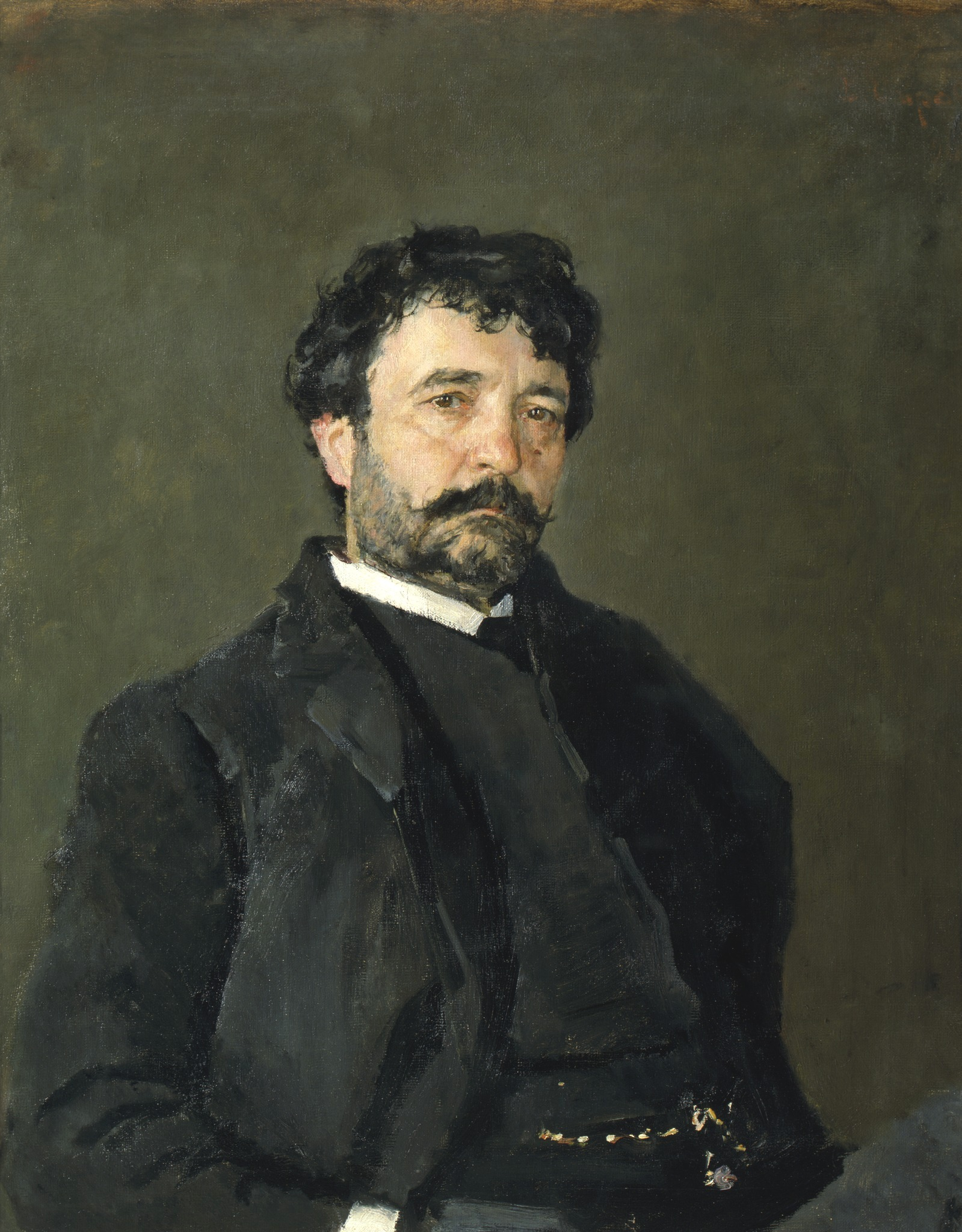
Retrat del cantant italià Angelo Masini 1890
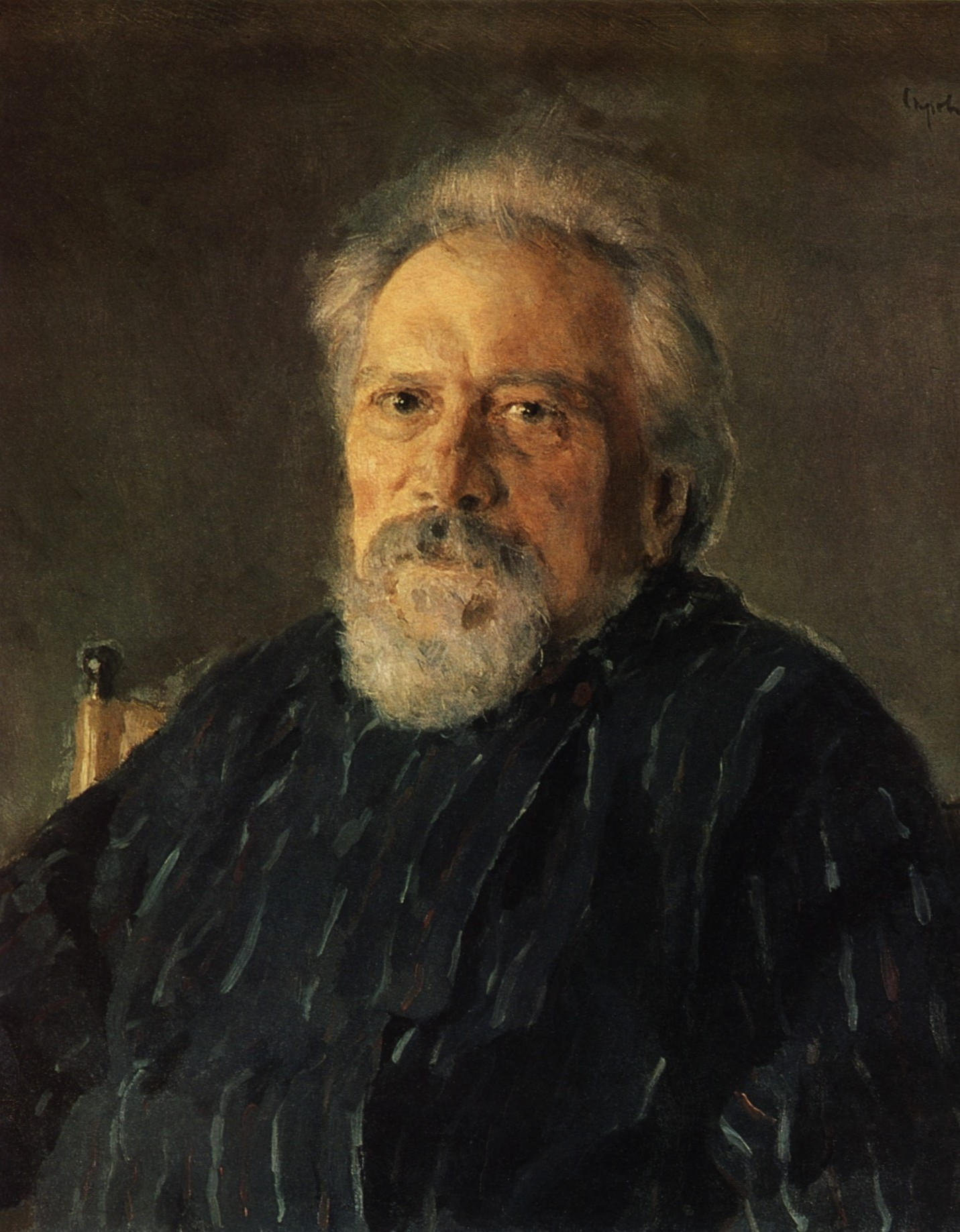
Nikolái Leskov, 1894
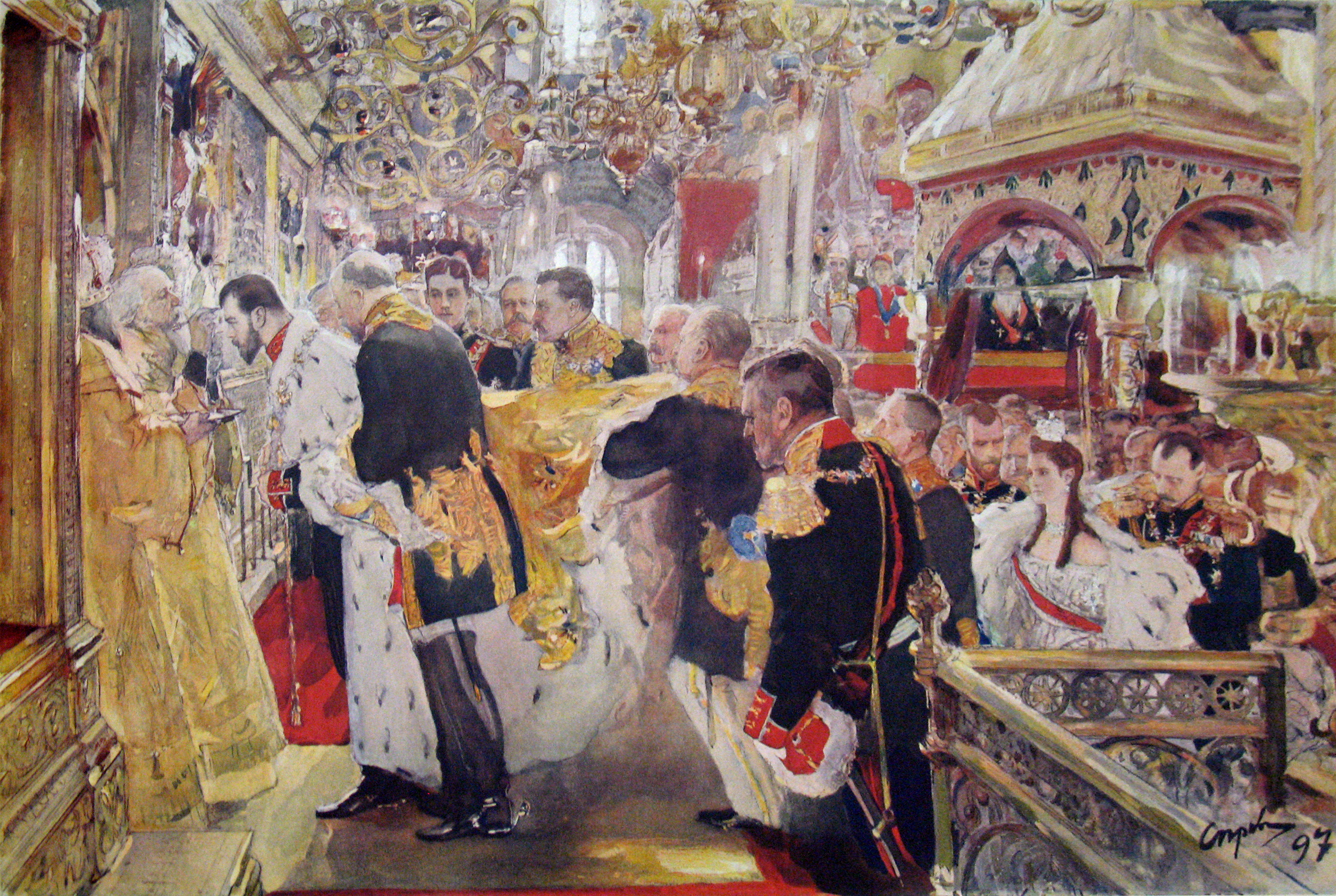
Coronació de Nicolás II de Rússia
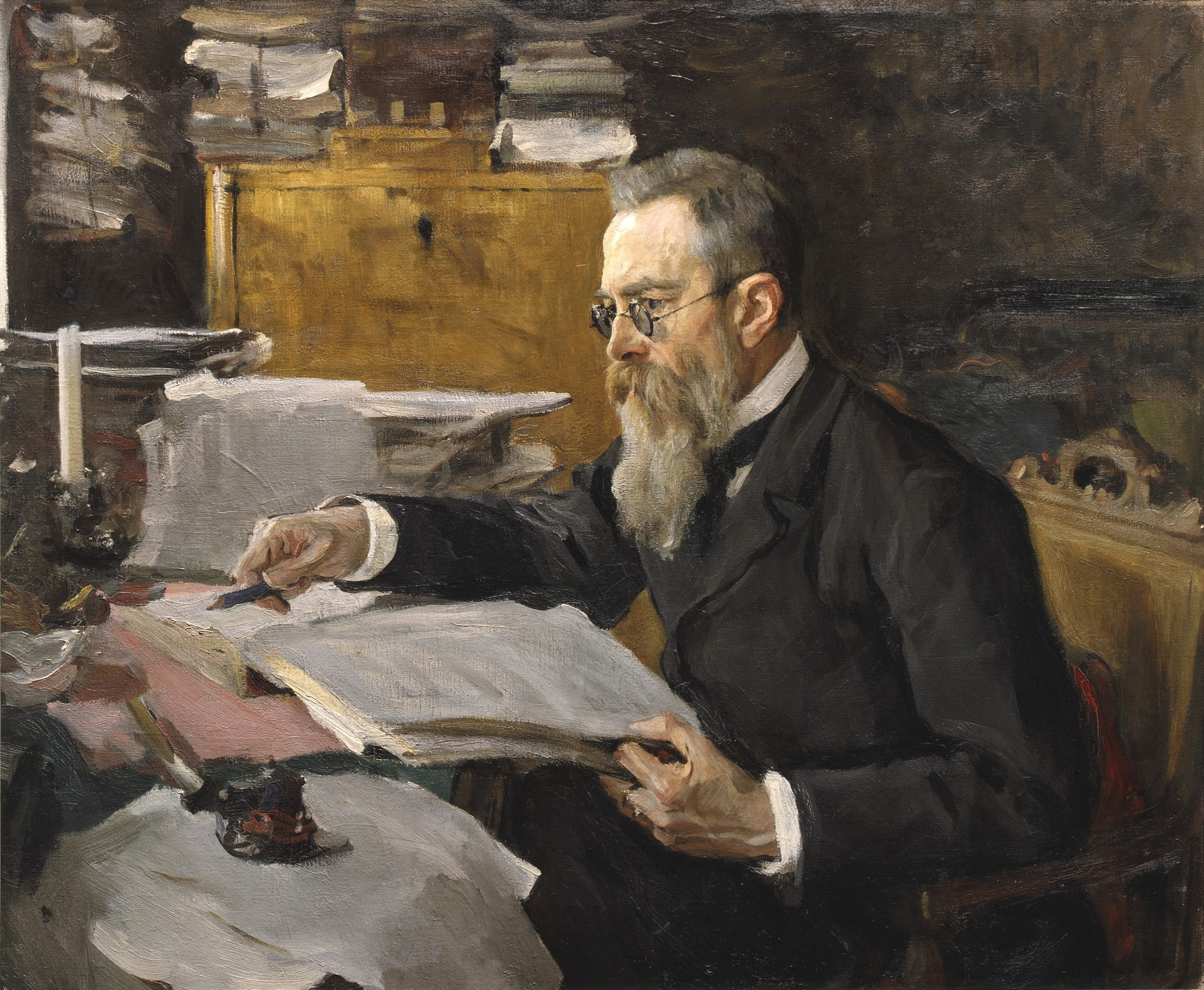
Retrat de Nikolái Rimski-Kórsakov 1898
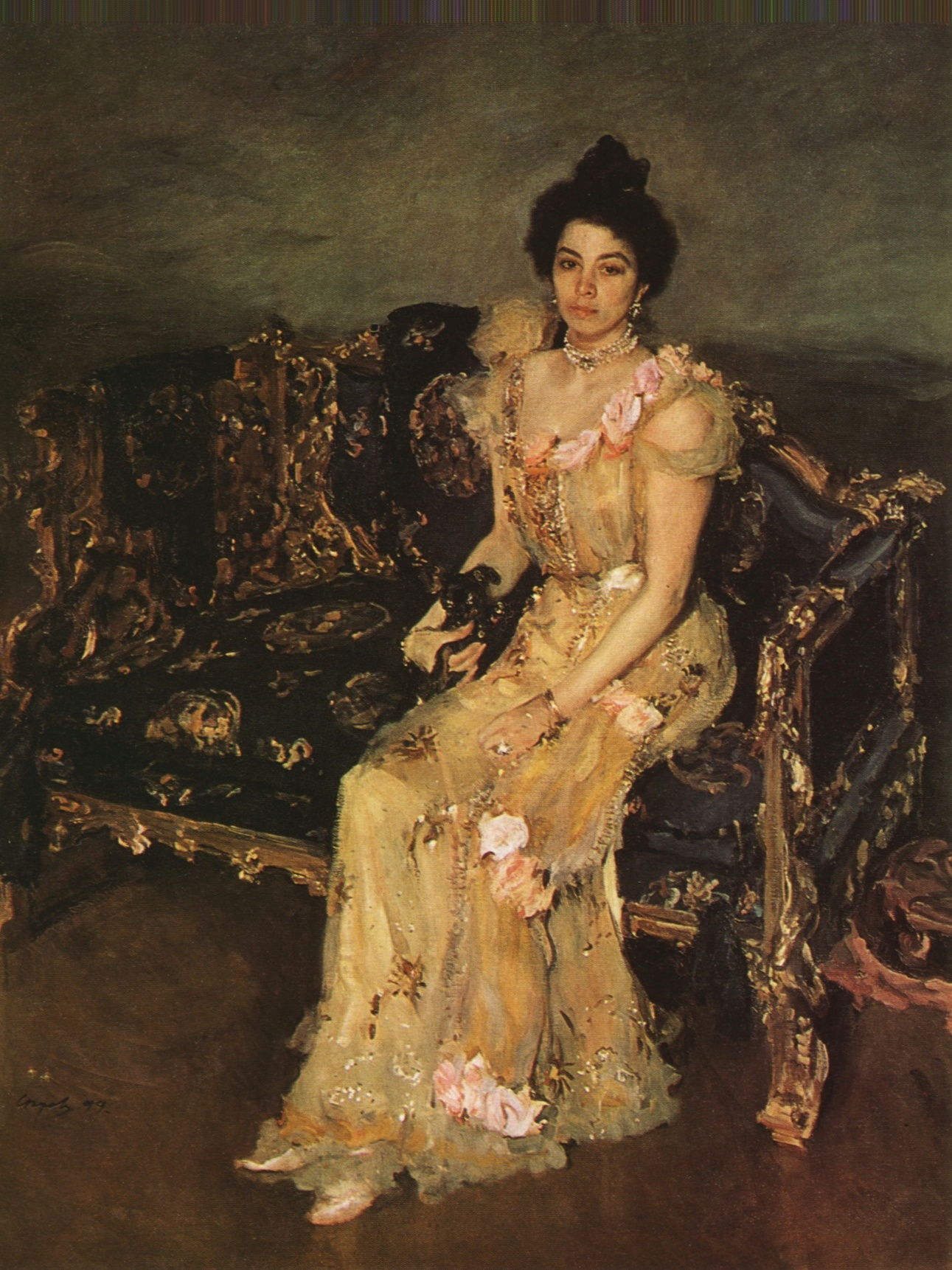
S. M. Bótkina, 1899
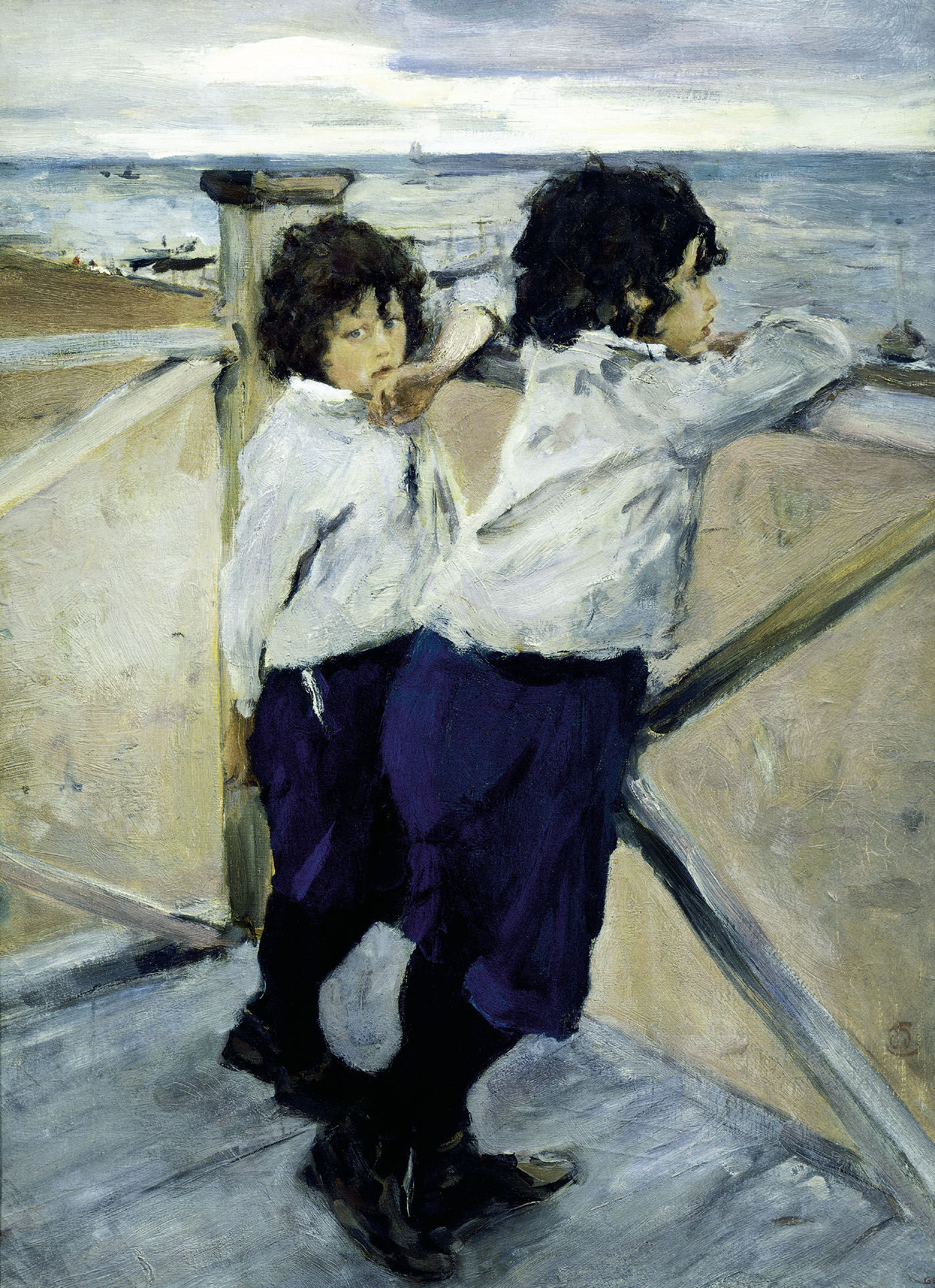
Nens, 1899
Retrat de Isaak Levitán, 1893
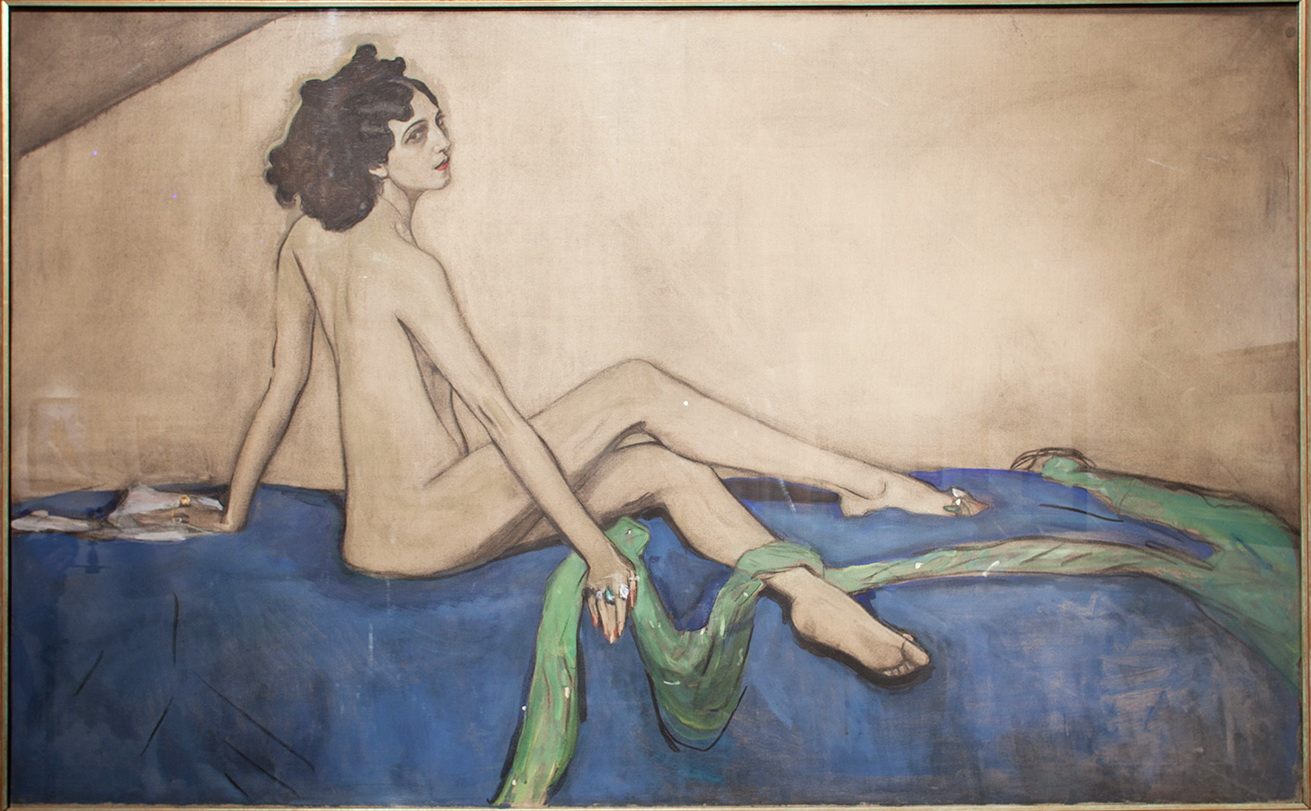
Retrat d'Anada Rubinstein, 1910
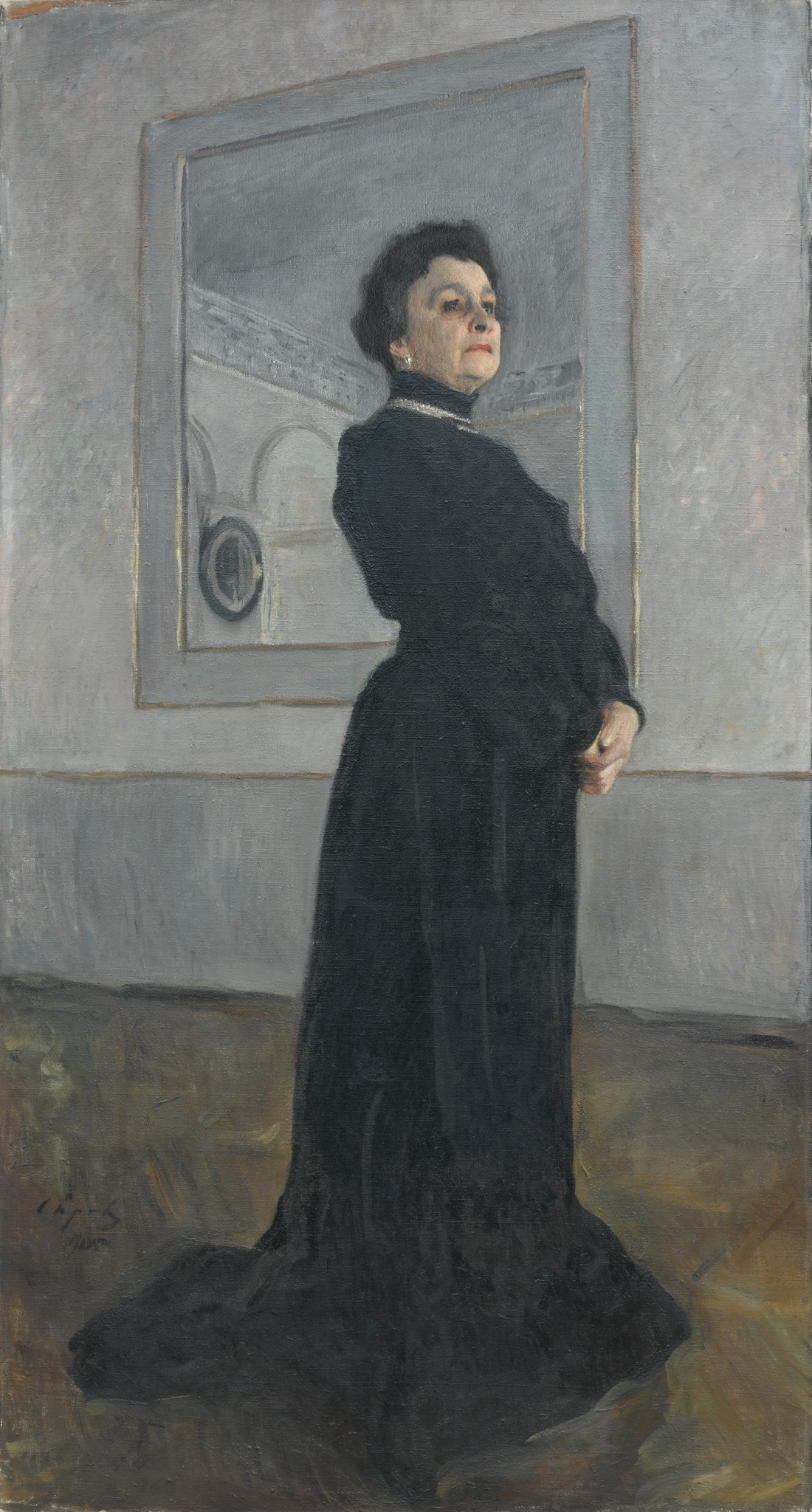
Retrat de María Yermólova, 1905
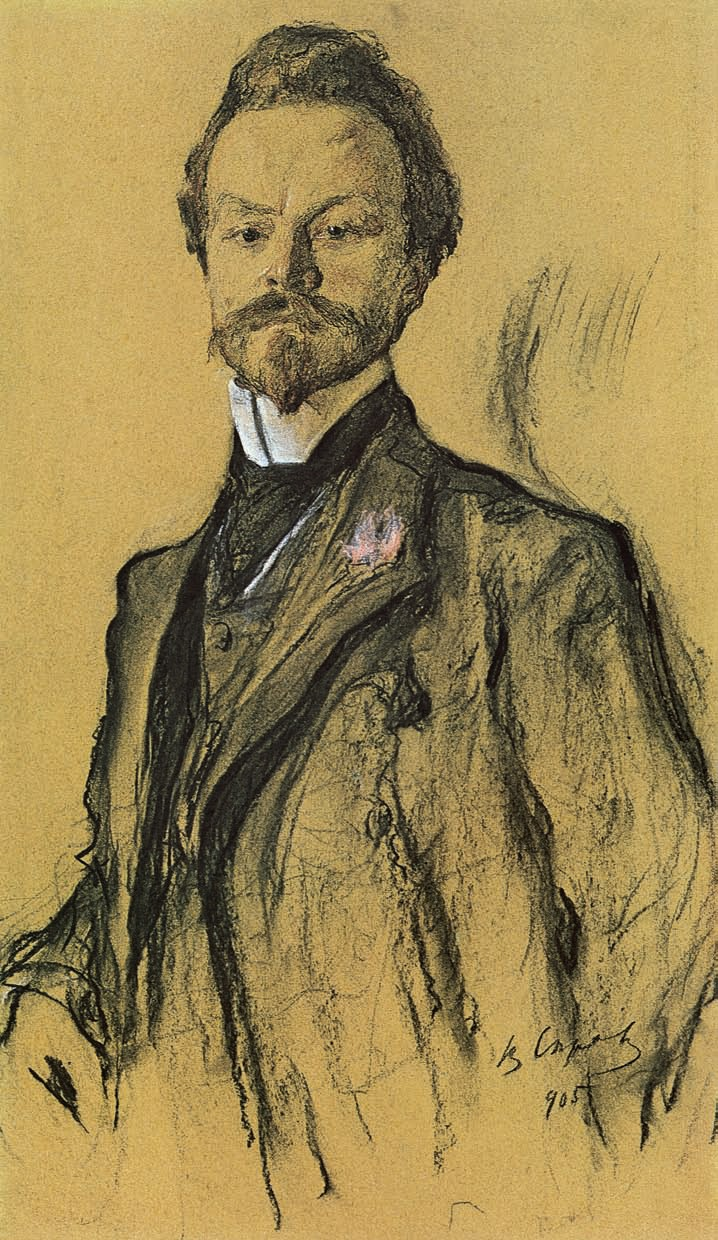
Retrat de Konstantín Balmont, 1905
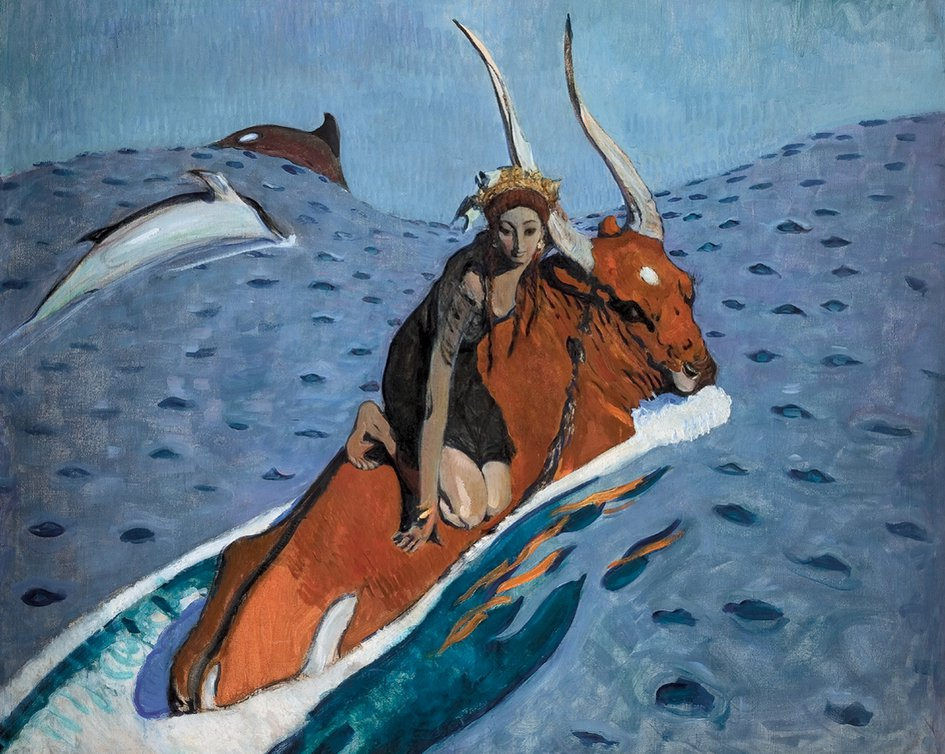
El rapte d'Europa, 1910